# Werchowiner
Die Werchowiner (Verkhovinetses) sind ein russinisches Bergvolk in den Karpaten. Als ostslawische Volksgruppe werden sie heute zumeist als Teil des ukrainischen Volkes betrachtet.
Die Werchowina, eine Gegend im Nordosten des ungarischen Komitats Máramaros an der Grenze zu Galizien, ist ein Hochland des Karpatischen Waldgebirges mit Wäldern und Mineralquellen. Die 20.000 Bewohner sind Ruthenen griechisch-katholischer Konfession und leben vom Ertrag ihrer Herden.